# Supermarine Spitfire

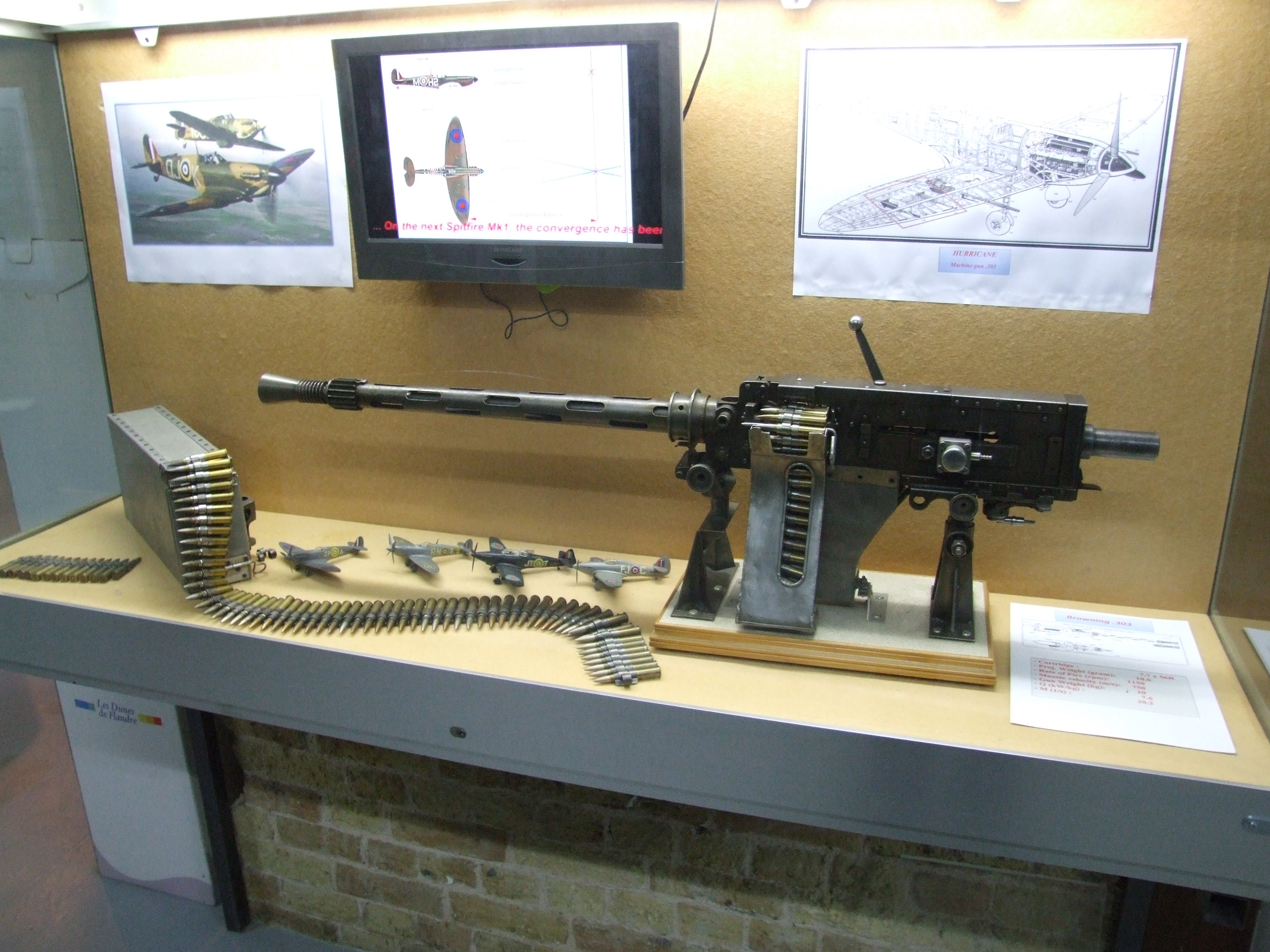
Colt-Browning M2 cal 50 (12,7 mm)

Супермарі́н Спітфа́йр (англ. Supermarine Spitfire) — британський винищувач часів Другої світової війни. За своєю конструкцією це одномоторний суцільнометалевий моноплан з низько розташованим крилом і шасі що прибирається. Різні модифікації літака використовувалися в ролі винищувача, винищувача-перехоплювача, висотного літака, винищувача-бомбардувальника і літака-розвідника. Всього було побудовано 20 300 екземплярів, включаючи двомісні тренувальні машини. Частина машин залишалася в строю до середини 50-х років.

## Історія створення
На початку 1930-их років більшість винищувачів в світі були біпланами, і серед військових все ще панувала думка що моноплани не були достатньо маневренними для цієї ролі. Проте коли Міністерство авіації видало специфікацію F.7/30 на новий винищувач головний конструктор компанії Supermarine Реджинальд Мітчелл запропонував моноплан «Type 224» з відкритою кабіною, фіксованим шасі, крилом типу "зворотна чайка" і двигуном Rolls-Royce Goshawk. Озброєння складалось з чотирьох кулеметів - двох в низу фюзеляжу, і двох в стійках шасі. Хоча цей проєкт програв в конкурсі біплану Gloster Gladiator, Мітчелл продовжив роботу з власної ініціативи і коли в 1934 році вийшла специфікація F.5/34 на новий винищувач з вісьмома кулеметами, Supermarine вже мала новий моноплан «Type 300».
Новий літак мав еліптичне крило з невеликим розмахом, закриту кабіну, шасі що прибирається а також оснащувався двигуном Rolls-Royce P.V.12, останній згодом отримає назву Merlin. Хоча офіційно в конкурсі літак не виграв, дизайн зацікавив міністерство і в грудні 1935 року було замовлено побудову прототипа за спеціально складеною специфікацією F.37/34. Прототип оснащений двигуном Merlin C потужністю 990 к.с. вперше піднявся в повітря 5 березня 1936 року з аеропорту Саутгемптон з капітаном Джозефом Саммерс за штурвалом. Новий літак продемонстрував швидкість 560 км/год і відмінне керування і вже 3 червня було видано перше замовлення на 310 літаків Spitfire Mk.I.

## Конструкція
Spitfire був по суті найменшим і найкомпактнішим винищувачем, якого можна було б сконструювати навколо двигуна, пілота і 8-кулеметного озброєння. Суцільнометалевий, з працюючою обшивкою, вільнонесучий моноплан-низькоплан відрізнявся витонченою еліптичною формою крила (ця конструктивна особливість була навіяна подібним, але товстішим у перерізі, крилом Heinkel He 70) аеродинамічні переваги якого переважували створювані ним технологічні проблеми. Тонке крило (що дає хороші швидкісні якості) мало на 25% хорди лонжерон, що складається з трубчастого стержня і плоскої полиці. Перед лонжероном крило покривалося товстими дюралевими панелями, які разом з полицею лонжерона створювали жорстку, міцну на скручування коробку. Окрім забезпечення чудової форми носа крила, цей тип конструкції давав дуже хороші характеристики анти-флаттерів. За лонжероном тонка обшивка підтримувалася балочними нервюрами і фальшлонжероном, до якого потім кріпилися щілинні закрилки і елерони, обтягнуті тканиною. Фюзеляж конструктивно складався з трьох секцій. Передня частина, що складала мотораму, мала трубчасту конструкцію. З а нею була монококова секція, утворена з поперечних шпангоутів і стрингерів, що проходили, за винятком чотирьох головних лонжеронів, крізь їх ребра. Передній шпангоут цієї секції утворював вогнетривку перегородку, а через центр секції проходив головний лонжерон крила (традиційного центроплану для стикування крил з фюзеляжем не було). Хвостова секція, що включала кіль, мала подібну монококову конструкцію і від'єднувалася цілком.

## Модифікації

### Ранні модифікації з двигуном «Merlin»

#### K.5054
Літак-прототип, побудований 18 лютого 1936, Здійснив перший політ 5 березня 1936. Був побудований всього один екземпляр. Використовувався як дослідна машина для відпрацювання змін до конструкції. Розбитий при випробуваннях у вересні 1939 року.

#### Mk I
Перший промисловий варіант «Spitfire» багато в чому ідентичний прототипу, відрізнявся від нього лише незначними модифікаціями силового набору. Літак цього типу (серійний номер першого примірника — K9787) здійснив свій перший політ 15 травня 1938, і став надходити в бойові частини в серпні-вересні того ж року. Перший підрозділ (19 ескадрилья Королівських ВПС) було укомплектовано «Spitfire» до грудня 1938. Всього було побудовано 1567 машин цього типу.
Варіанти озброєння: базовий — «А» — 8 7,69-мм кулеметів (Browning M2) і гарматний (з літа 1940 р.) — «В» — 2 20-мм гармати і 4 7,69-мм кулемета. На перших варіантах 20-мм. гармат часто заклинював барабанний магазин і тому було виготовлено тільки невелику партію в 30 літаків. Встановлювалися двигуни «Мерлін» модифікацій II і III.

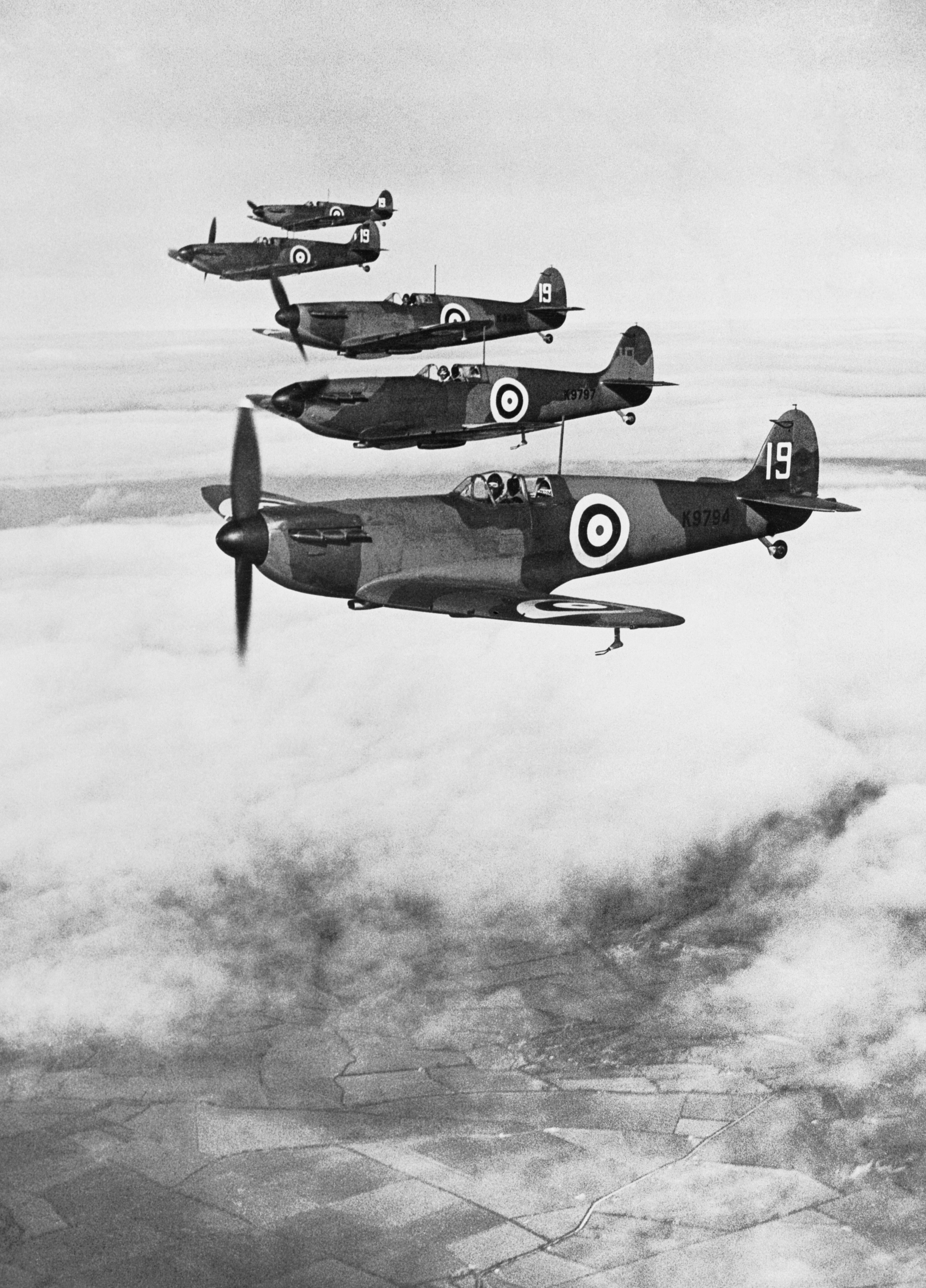
Спітфайри Mk.I 19-й ескадрильї. На всіх машинах встановлені дерев'яні гвинти незмінного кроку. На першій машині встановлена опукла зсувна частина ліхтаря, на інших — циліндричні. Броньоване скло ще не встановлено.

Для першої модифікації «Spitfire» характерна різноманітність повітряних гвинтів: спочатку встановлювався дволопатевий дерев'яний гвинт «Воттса» (англ. Watts) незмінного кроку, пізніше встановлювалися металеві трилопатеві двокрокові (два положення — великого і малого кроку) гвинти Rotol «Jablo» (невелика партія) і De Havilland 5/21 (велика серія), наприкінці 1939 був апробований в серії металевий трилопатевий гвинт-автомат змінного кроку De Havilland 5/20. У червні-серпні 1940 всі раніше випущені «Spitfire» були переоснащені гвинтами 5/20 або 5/30 (допрацьованим варіантом). Початковий варіант зсувної частини ліхтаря виявився тісним (льотчик в шоломофоні насилу міг повернути в ньому голову), тому незабаром була розроблена опукла зсувна частина ліхтаря, що стала характерною зовнішньою рисою винищувача.
З досвіду бойового застосування в боях на Західному фронті 1939 була посилено захист льотчика — в конструкцію лобової частини ліхтаря («козирка») введено накладне броньоване скло, також посилена бронеспинка. Для використання літаків в системі ППО Британських островів на літаки став встановлюватися радіовідповідач «свій-чужий».

#### Mk II
Основною відмінністю була установка нового двигуна Merlin 12, а також трилопатеві гвинти, броньоване лобове скло і захист бензобаків. Ці літаки стали надходити в бойові ескадрильї в серпні 1940 року (611 ескадрилья). Варіанти озброєння аналогічні Mk.I — «A» з вісьмома кулеметами і «B» з чотирма кулеметами і двома 20-мм гарматами. Нові гармати мали стрічкову систему заряджання і були значно надійніші. Після прибирання Mk.II з фронтових задач, частину з них було оснащено підвісними баками для виконання задач морської розвідки з позначенням Mk.IIc або ASR Mk.II. 
Всього було побудовано 750 Mk.IIA і 170 Mk.IIB, не враховуючи конвертованого з Mk.I прототипа.

#### Mk.III
Відрізнявся від Mk.I посиленою конструкцією корпусу, а також установкою заднього шасі, що забирається. В якості силової установки використовувався Merlin 20 потужністю 1280 к.с. Планувалося випустити 1000 літаків цього типу, проте ця модель не отримала розвитку і промислово не випускалася через те, що до цього моменту була готова до промислового виробництва досконаліша версія Mk.V. Єдиний прототип використовувався надалі як літаюча лабораторія при випробуванні нового двигуна  Merlin 61. 

#### PR.IV
Літак-розвідник на базі Mk.V з двигуном Merlin 46 прийнятий на озброєння в вересні 1941 року. Первісне позначення — тип D. Озброєння було відсутнє, літак оснащувався трьома камерами - однією похилою і двома вертикальними, в передніх відсіках крила були розміщені паливні баки. Серійне виробництво з жовтня 1940 Було побудовано 229 машин.

#### Mk.V
«Spitfire» Mk.V став результатом доопрацювання базової моделі Mk.I шляхом установки нового, потужнішого двигуна  Merlin 45 який давав максимальну форсажну потужність 1470 к.с. на висоті 2820 метрів. Прототип літака піднявся в повітря в грудні 1940р. Всього з конвеєра зійшло 6487 машин цього типу, і ще 154 літака було вироблено в результаті переробки варіантів Mk.I і Mk.II.
Літаки модифікації Mk.V випускалися в наступних варіантах: Варіанти озброєння:
- Mk.VA — озброєння 8 кулеметів, по чотири в кожній консолі крила. Всього було випущеної 94 таких літака;
- Mk.VB — озброєння було змінено на 2 20-мм  гармати і 4 7,69-мм кулемета. Побудовано 3911 літаків;
- Mk.VC — допрацьована конструкція крила дозволяла розмістити озброєння з 4 20-мм гармат (рідко використовувався варіант), 2 20-мм гармат і 4 7,69-мм кулеметів (найбільш поширений варіант) або 8 7,69-мм кулеметів (передбачений, але ніколи не використовувався варіант), також була змінена конструкція основних стійок шасі (за зразком модифікації Mk.III) — з винесенням коліс вперед. Випущено 2467 літаків.
- Ще 15 машин були перероблені в різні варіанти  літаків-розвідників з варіанту Mk.VB. Для цього на них встановили фотокамери і прибрали озброєння, вивільнений при цьому обсяг у передній частині консолей крила (від передньої кромки до головного лонжерона) загерметизували і використовували як паливні баки для збільшення дальності польоту.

На модифікації Mk.VA встановлювалася тільки одна модифікація двигуна — Merlin 45; на Mk.VB — Merlin 45 і 46; на Mk.VC — Merlin 45, 46, також варіанти з безпоплавковими (мембранними) карбюраторами — 50, 55, 50A, 56; останні дві модифікації — підвищеної висотності.
Варіанти різної висотності:
- (F) Mk.V — базовий варіант з еліптичними закінченнями крила;
- LF Mk.V — низьковисотний варіант з укороченими (фактично — обрізання) закінченнями консолей крила і двигунами Merlin оптимізованими для використання на малих висотах — модифікацій 45M, 50M і 55M.

Спочатку «Spitfire Mk.V» оснащувалися накладним броньованим склом аналогічно попереднім модифікаціям. Пізніше була розроблена і з 1943 р. запущена в серію лобова частина ліхтаря нової конструкції з інтегрованим броньованим склом і плоскими бічними гранями. З 1942 р. введена металева обшивка елеронів замість полотняної.
Крім того, для дій на південно-африканському ТВД «Spitfire Mk.V» оснащувалися т. з. тропічними фільтрами (протипиловими фільтрами повітрозабірника карбюратора). Зустрічалося дві основні модифікації таких фільтрів, що позначалися за назвами фірм-виготовлювачів: «Vokes» (інтегрований в нижню стулку капота, типовий для англійських ВВС) і «Aboukir» (навісний варіант, розроблений в авіаремонтних майстеренях у Абукирі, відрізнявся компактністю і меншим аеродинамічним опором). Подібні фільтри встановлювалися також на палубні варіанти на базі модифікації Mk.V, відмічено їх епізодичне використання і на більш пізніх модифікаціях (зокрема — розвідників).
Mk.V став першим варіантом «Spitfire», на якому було встановлено обладнання для несення бомбового озброєння, що дозволило використовувати його як винищувач-бомбардувальник. Спочатку, в 1942 р. була здійснена польова доробка літаків діяли на Мальті — встановлено два підкрильні бомботримачі з можливістю підвіски 250-фунтових (113 кг) авіабомб на кожен. У 1943 р. був розроблений штатний варіант бомботримачів з можливістю підвіски двох 250-фунтових (113 кг) авіабомб під крилом або однієї 500-фунтової (227 кг) бомби під фюзеляжем (замість ПТБ).
|  |  |  |

#### Mk.VI
Висотний винищувач-перехоплювач. Цей літак мав багато схожості з моделлю Mk.VB, але відрізнявся наявністю спеціальної висотної кабіни вентиляційного типу, в якій підтримувалося постійний тиск, а також збільшеним розмахом крила (версія HF з видовженими, майже трикутними закінченнями консолей крила). Він оснащувався двигуном Merlin 47, потужністю 1415 к. с. Особливістю літака даної модифікації була відсутність на лівому борту кабіни льотчика відкидний стулки, що полегшувала посадку в літак (такі стулки, часто на обох бортах були поширеним в 1930-х рр.. Технічним рішенням, бо фюзеляжі і особливо прорізи для посадки в кабіну були дуже вузькі) і знімна, а не зсувні середня частина ліхтаря. Повітряний гвинт — металевий, чотирилопатевий, змінного кроку фірми Rotol, також використовувався на модифікаціях Mk.VII, VIII, IX, XVI, PR.X і XI. Було побудовано лише невелика кількість цих літаків (97 шт.), Їх поставки в Королівські ВПС почалися в лютому 1942 року (616 ескадрилья).

#### PR.VII
Модифікація «PR.VII», що раніше називалася «PR» «тип G» була маловисотним розвідником з трьома фотокамерами і фюзеляжним бензобаком. Озброєння 8 7,69-мм кулеметів. Збереглося лобове броньоване скло. Перший прототип PR G був випробуваний 1941 Всього побудовано 45 літаків.

#### PR.XIII
Модифікація «PR.XIII» являла собою поліпшений варіант більш ранньої модифікації PR тип G з тією ж схемою установки фотокамер, але з новим двигуном Merlin 32, оптимізованим для низьковисотних режимів польоту. Озброєння 4 7,69-мм кулемета. Перший прототип Mk.XIII був випробуваний у березні 1943 р.
26 Mk.XIII були перероблені з «PR тип G», «Mk.II» або «Mk.V». Вони використовувались для низьковисотної (тактичної) фоторозвідки при підготовці висадки в Нормандії.

### Пізні модифікації з двигуном «Merlin»

#### Mk.VII
З появою нових двигунів «Merlin» 60-й серії з двоступінчатим двошвидкісним нагнітачем, конструктори «Супермарин» розпочали структурне перероблення силового набору і корпусу «Spitfire». В результаті цих робіт з'явилися дві моделі літака — «Mk.VII» і «Mk.VIII». «Mk.VII» був висотним винищувачем-перехоплювачем з кабіною постійного тиску. Ця модель літака стала надходити в «Королівські ВПС» з вересня 1942 (окрема висотне ланка перехоплювачів, Норхолт). Побудовано близько 140 літаків цієї модифікації, переважно, у варіанті HF. Варіант озброєння — «C». Двигуни «Merlin 61», «64» (варіант «F Mk.VII»), 71 (варіант «HF Mk.VII»). Зустрічалися літаки зі стандартними (Не висотними) закінцівками консолей крила (незалежно від модифікації двигуна), як серійного випуску, так і допрацьовані в частинах ВПС. Відмінності від попередніх модифікацій — подовжена носова частина, зменшений розмах елеронів, короба радіаторів однакового розміру, хвостове колесо, що прибирається, здвоєні вихлопні патрубки (по три з кожного боку) замінені на індивідуальні (по шість з кожного боку). Під час серійного виробництва для підвищення керованості на великих швидкостях і висотах польоту був впроваджений варіант з кермом повороту збільшеної площі (збільшені хорда, «ширина», у нижній частині і розмах, «висота», у верхній частині), кермо стало загостренішим, «трикутним».

#### Mk.VIII
Модель відрізнялася від Mk.VII тільки відсутністю висотної кабіни. Озброєння — варіант «C». Двигуни «Merlin 63», 63A, «66» (низьковисотні варіанти), 70 (висотні варіанти). Проводилася у варіантах «F», «LF» і «HF». Під час серійного виробництва був впроваджений кермо повороту збільшеної площі. Всі літаки оснащувалися вбудованим протипиловим фільтром Aero-V (зовні виглядав як збільшений всмоктуючий патрубок карбюратора). Використовувалася як стандартний винищувач-перехоплювач і винищувач-бомбардувальник. Вперше ця модель з'явилася в середині 1943 в винищувальних частинах знаходяться на Близькому і Далекому Сході. Всі винищувачі цього типу використовувалися ескадрильями Королівських ВПС розташованими за межами Великої Британії. Всього було побудовано 1658 літаків цієї модифікації.

#### Mk.IX
Поки йшли роботи над моделлю «Mk.VI», як проміжні заходи було вирішено встановити новий двигун на базу моделі «Mk.VC», і тим самим поліпшити льотні характеристики літака в досить короткі терміни. На перші два прототипи були встановлені двигуни «Merlin 61», і вони зробили перший політ на початку 1942 року. Доопрацювання літака дозволила збільшити висоту польоту на 3050 метрів і максимальну швидкість на 113 км/год. Серійний випуск з кінця 1942 р., з червня 1942 розпочато переробка літаків модифікації «Mk.V» останніх серій. На озброєнні стройових частин — з червня 1943 (64 ескадрилья).
Зовні модифікація мало відрізнялася від «Mk.VIII». Проводилася у варіантах «F» (двигуни «Merlin 61», «63» і «63A», крило як стандартного зразка, так і вкорочене), «LF» (двигун «Merlin 66», крило, як правило, вкорочене) і «HF» (двигун «Merlin 70», крило стандартне).
Варіанти компоновки крила — «C» і «E». Крило варіанту «E» — модифікація варіанту «C» з варіантами озброєння 20-мм гармати (порівняно-рідинного охолодження) і 2 20-мм гармати і 2 12,7-мм кулемета (більше поширений).
Установка фільтра «Aero-V» — починаючи з більш пізніх серій, тобто зустрічалися літаки як із звичайним, так і з збільшеним всмоктувальним патрубком карбюратора.
У ході серійного випуску введене кермо повороту збільшеної площі. Також на «Spitfire Mk.IX» були впроваджені рулі висоти з збільшеною площею рогової компенсації.
Всього було випущено 5656 літаків в модифікації «Mk.IX» і ще 262 машини були перероблені з «Mk.V».
Попри те, що ця модель замислювалася як тимчасова міра, необхідна для того, щоб дати можливість сконструювати і випробувати моделі «Mk.VII» і «Mk.VIII», літак випускався до кінця війни і загалом став наймасовішою моделлю «Spitfire». Цей винищувач використовувався також як винищувач-бомбардувальник і літак-розвідник.

#### PR.X
Літак-розвідник на базі «Mk.VII». Багато в чому схожий з літаками-розвідниками побудованими на базі «Mk.V» (зокрема — з «PR.IV»), відрізнявся від них двигуном «Merlin 61» і висотної кабіною з постійним тиском. Для виконання тривалих польотів був збільшений обсяг маслобака. Озброєння було відсутнє, в передніх відсіках крила були розміщені паливні баки. Почав надходити в Королівські ВПС в травні 1944 року (541 і 542 ескадрильї). Було побудовано всього 16 машин.

#### PR.XI
Літак-розвідник на базі «Mk.IX», практично ідентичний моделі «Mk.X», але без кабіни постійного тиску. Прийнятий на озброєння в грудні 1942 року. Саме ця модель стала наймасовішою моделлю «Spitfire», що використовувалася як літак-розвідник — побудований 471 літак.
Встановлювалися двигуни «Merlin 61», «63», «63A» і «70». Ліхтарі не оснащувалися бронесклом, зсувна частина ліхтаря перших серій мала краплевидні виштамповки з боків для поліпшення огляду. Під час серійного виробництва були впроваджені розширене кермо повороту, рогова компенсація керма висоти збільшеної площі і забирається хвостова стійка шасі.
Передбачалося чотири типових варіанти комплектації обладнання з різними схемами розміщення фотокамер.

#### Mk.XVI
Модель була багато в чому схожа з модифікацією «MK.IX», але як силова установка використовувався виготовлений у США за ліцензією двигун «Packard Merlin 266», ліцензійна версія двигуна «Merlin 66». Всього було виготовлено 1054 літака цієї модифікації.
Всі машини випускалися у варіанті «LF» (при цьому на літаки встановлювали як звичайні, так і укорочені закінцівки, але двигуни були тільки одного, низьковисотного варіанту) з крилом варіанту «E» і можливістю установки трьох бомботримачів. Літаки цієї модифікації випускалися як з фюзеляжем вихідної версії (з гаргротом і заднім паливним баком на 340 л), так і з пониженням гаргротом, заднім паливним баком на 300 л. і краплевидним ліхтарем. Всі літаки даної модифікації оснащувалися збільшеним кермом повороту і фільтром «Aero-V».

### Модифікації з двигуном «Griffon»

#### Mk.XII
На початку 1940 два прототипу «Spitfire» були замовлені для проведення випробувань нових двигунів «Rolls-Royce Griffon». Випробування пройшли успішно й було вирішено замовити 750 літаків під загальною назвою «Spitfire Mk.IV» і саме під цією назвою прототип літака здійснив свій перший політ 27 листопада 1941. Однак на початку наступного року, поки йшли льотні випробування, було вирішено змінити позначення на «Mk.XX» для того, щоб уникнути плутанини з вже існуючим варіантом «Spitfire Mk.I» використався як літак-розвідник під позначенням «PR Mk.IV». Після установки на новий винищувач озброєння, що складалося з шести автоматичних гармат він, нарешті, отримав своє остаточне позначення «Mk.XII». Серійне виробництво розпочато в жовтні 1942 р., всього побудовано 100 шт. На озброєння стройових частин надійшли в лютому 1943 р. (41 і 91 ескадрильї). Використовувався як винищувач ППО, з 1944 р. застосовувався для перехоплення літаків-снарядів Фау-1.
Серійні машини випускалися у варіантах «F» і «LF», схема озброєння «C» (2 20-мм гармати і 4 7,69-мм кулемета), двигуни — «Griffon III» і «IV».
Гвинт — чотирилопатевий. Кермо повороту — збільшеної площі. Підкрильові радіатори — несиметричні (як на модифікаціях Mk.V і Mk.VI).

#### Mk.XIV
Встановлення двигунів Griffon 65 потужністю 2050 к.с. на модель літака Mk.VIII привело до створення ще однієї перехідної моделі Spitfire Mk.XIV з п'ятилопатевим гвинтом. Всього було випущено 527 Mk.XIV здебільшого оснащених 20-мм гарматами і 12.7-мм кулеметами, а також 430 F.R.XIV з обрізаними крилами для низьких висот.

#### Mk.XVIII
Варіант Mk.XIV з посиленим фюзеляжем, крилом і шасі для можливості встановлення більших паливних баків. Виготовлявся в варіантах F (100 екз.) і R.F (200 екз.).

#### Mk.XIX
Комбінація фюзеляжу Mk.XIV з модифікованим крилом від Mk.VC була використана для останнього неозброєного розвідувального варіанту P.R.XIX. 20 передсерійних літаків використовували двигун Griffon 65 і не мали герметичної кабіни, на відміну від серійного варіанту з двигуном Griffon 66 і збільшеними паливними баками. Останніх було виготовлено 205 екземплярів.

#### Mk.XXI
Створений за окремою специфікацією F.4/41 прототип Mk.XXI оснащувався двигуном Griffon 61 і почав серійно випускатись в березні 1945 року. Тільки 122 з запланованих літаків було випущено.

#### Mk.22/23/24
Відрізнялися вкороченим фюзеляжем і опуклим склом. Варіант з прямим 12.24 метровим крилом з шістьма 20-мм гарматами отримав позначення Mk.23. Mk.24 - варіант з хвостом від Supermarine Spiteful і підвісними ракетами.

#### Технічні характеристики модифікацій з двигуном «Мерлін»
| Супермарин Спітфайр — модифікації з двигуном «Мерлін» | Супермарин Спітфайр — модифікації з двигуном «Мерлін»       | Супермарин Спітфайр — модифікації з двигуном «Мерлін» | Супермарин Спітфайр — модифікації з двигуном «Мерлін»       | Супермарин Спітфайр — модифікації з двигуном «Мерлін» | Супермарин Спітфайр — модифікації з двигуном «Мерлін»                                                                      | Супермарин Спітфайр — модифікації з двигуном «Мерлін»                                                                         | Супермарин Спітфайр — модифікації з двигуном «Мерлін»                                                                         | Супермарин Спітфайр — модифікації з двигуном «Мерлін» | Супермарин Спітфайр — модифікації з двигуном «Мерлін»                                                                       | Супермарин Спітфайр — модифікації з двигуном «Мерлін»                                                                       |
| ----------------------------------------------------- | ----------------------------------------------------------- | --- | ----------------------------------------------------------- | --- | --- | --- | --- | --- | --- | --- |
|                                                       | Spitfire К.5054                                             | Mk IA (K9793 — раннього випуску, з дворежимним гвинтом Де Хевіленд)                                                                                                  | Mk IIA (P7280)                                              | Mk VB (W3134) | Mk VC | Mk VI (AB200) | Mk VII | L.F Mk VIII (JF880) | Mk IXE | Mk XVI |
| Розмах крила                                          | 12,1 м                                                      | 11,23 м | 11,23 м                                                     | 11,23 м | 11,23 м | 12,24 м | 12,24 м | 11,23 м | 11,23 м | 11,23 м |
| Площа крила                                           |                                                             | 22,5 м² | 22,5 м²                                                     | 22,5 м² | 22,5 м² | 23,1 м² | 23,1 м² | 22,5 м² | 22,5 м² | 22,5 м² |
| Довжина                                               | 9,17 м                                                      | 9,12 м | 9,12 м                                                      | 9,12 м | 9,12 м | 9,12 м | 9,46 м | 9,58 м (пізній варіант зі збільшеним кермом напрямку) | 9,47 м | 9,58 м |
| Висота                                                |                                                             | 3,02 м | 3,02 м                                                      | 3,48 м | 3,48 м | 3,48 м | 3,86 м | 3,86 м | 3,86 м | 3,86 м |
| Вага порожнього                                       |                                                             | 1 953 кг | 2 059 кг                                                    | 2 251 кг | 2 313 кг | 2 302 кг | | 2 354 кг | 2 309 кг | |
| Злітна вага                                           | 2 496 кг                                                    | 2 692 кг | 2 799 кг                                                    | 3 071 кг | 3 078 кг | 3 057 кг | 3 560 кг | 3 624 кг | 3 354 кг | 3 400 кг |
| Двигун                                                | Rolls-Royce Merlin Type 2                                   | Rolls-Royce Merlin III | Rolls Royce Merlin XII                                      | Rolls-Royce Merlin 45 | Rolls-Royce Merlin 45 | Rolls-Royce Merlin 47 | Rolls-Royce Merlin 61 | Rolls-Royce Merlin 66 На F Mk VIII могли встановлюватися Merlin 63, 66 або 70 Air Ministry 1943, p. 6.                                                           | Rolls-Royce Merlin 66 | Rolls-Royce Merlin 266 |
| Потужність двигуна                                    | 990 к.с.                                                    | 1 030 к.с. на висоті 4 880 м, октанове число палива 87 При використанні палива з октановим числом 100 Merlin III забезпечував 1 310 к.с. Harvey-Bailey 1995, p. 155. | 1 135 к.с. на висоті 3 730 м, октанове число палива 100     | 1 470 к.с. на висоті 3 350 м | 1 470 к.с. на висоті 3 350 м                                                                                               | 1 415 к.с. на висоті 3 350 м                                                                                                  | 1 520 к.с. | 1 720 к.с. на висоті 1 750 м | 1 720 к.с. на висоті 3 350 м                                                                                                | 1 720 к.с. |
| Максимальна швидкість                                 | 562 км/год                                                  | 582 км/год на висоті 5 670 м | 570 км/год на висоті 5 350 м                                | 597 км/год на висоті 6 100 м | 602 км/год | 570 км/год на висоті 5 350 м                                                                                                  | 650 км/год | 650 км/год на висоті 6 400 м | 650 км/год на висоті 6 400 м                                                                                                | 648 км/год |
| Швидкопідйомність                                     |                                                             | 11,0 м/с на висоті 2 956 м | 15,3 м/с на висоті 3 962 м                                  | 16,5 м/с на висоті 4 572 м | | 13,5 м/с на висоті 4 267 м | | 23,7 м/с на рівні моря | 24,1 м/с на висоті 3 048 м                                                                                                  | |
| Практична стеля                                       | 10 790 м                                                    | 10 485 м | 11 460 м                                                    | 10 668 м | 11 280 м | 11 948 м | 13 100 м | 12 649 м | 12 954 м | 13 700 м |
| Питоме навантаження на крило                          |                                                             | 117 кг/м² | 122 кг/м²                                                   | 137 кг/м² | 137 кг/м² | 132 кг/м² | 154 кг/м² | 155 кг/м² | 143 кг/м² | 151 кг/м² |
| Питоме навантаження на потужність                     | 2,47 кг/к.с.                                                | 2,61 кг/к.с. | 2,47 кг/к.с.                                                | 2,02 кг/к.с. | 2,09 кг/к.с. | 2,11 кг/к.с. | 2,34 кг/к.с. | 2,11 кг/к.с. | 1,95 кг/к.с. | 1,98 кг/к.с. |
| Бойовий радіус                                        |                                                             | 680 км без ППБ | 651 км без ППБ                                              | 760 км без ППБ | 756 км без ППБ | 688 км без ППБ | 1 060 км без ППБ | 1 094 км без ППБ, 1 899 км з ППБ на 409 л | 698 км без ППБ | 1 150 км без ППБ |
| Перегонова дальність                                  |                                                             | |                                                             | 1 827 км | | | | 2 462 км з ППБ на 773 л | 1 577 км | |
| Озброєння                                             | - 8 × 7,69 мм кулеметів Браунінг M1919; 350 набоїв на кожен | - 8 × 7,69 мм кулеметів Браунінг M1919; 350 набоїв на кожен | - 8 × 7,69 мм кулеметів Браунінг M1919; 350 набоїв на кожен | - 2 × 20 мм гармати Іспано II; з магазином на 60 снарядів кожна - 4 × 7,69 мм кулемети Браунінг M1919; 350 набоїв на кожен - 2 × 113 кг або 1 × 227 кг бомби | - 2 × 20 мм гармата Іспано II; з магазином на 60 снарядів кожна - 4 × 7,69 мм кулемети Браунінг M1919; 350 набоїв на кожен | - 2 × 20 мм гармати Іспано II; з магазином на 60 снарядів на кожен - 4 × 7,69 мм кулемета Браунінг M1919; 350 набоїв на кожен | - 2 × 20 мм гармати Іспано II; з магазином на 60 снарядів на кожен - 4 × 7,69 мм кулемети Браунінг M1919; 350 набоїв на кожен | - 2 × 20 мм гармати Іспано II; з магазином на 120 снарядів на кожен - 4 × 7,69 мм кулемети Браунінг M1919; 350 набоїв на кожен - 2 × 113 кг або 1 × 227 кг бомби | - 2 × 20 мм гармати Іспано II; з магазином на 120 патронів на кожен - 2 × 12,7 мм кулемети Браунінг M2; 250 набоїв на кожен | - 2 × 20 мм гармати Іспано II; з магазином на 120 патронів на кожен - 2 × 12,7 мм кулемети Браунінг M2; 250 набоїв на кожен |